# Rogers Cup 2019
Der Rogers Cup 2019 war ein Tennisturnier der WTA Tour 2019 für Damen in Toronto sowie ein Tennisturnier der ATP Tour 2019 für Herren in Montreal, das vom 6. bis 12. August 2019 stattfand.

## Herren
→ Hauptartikel: Rogers Cup 2019/Herren
→ Qualifikation: Rogers Cup 2019/Herren/Qualifikation

## Damen
→ Hauptartikel: Rogers Cup 2019/Damen
→ Qualifikation: Rogers Cup 2019/Damen/Qualifikation